# Crucifix de Tereglio
Le Crucifix  de Tereglio est un crucifix peint  en  tempera et or sur bois, réalisé vers 1260-1270 par Bonaventura Berlinghieri et le dit Maître du crucifix 434, exposé dans l'église Santa Maria Assunta de Tereglio (it) frazione de  Coreglia Antelminelli en  province de Lucques.

## Histoire
Le crucifix est attribué au travail conjoint de Bonaventura Berlinghieri et du dit Maître du crucifix 434.

## Description
Le crucifix respecte les conventions du Christus triumphans, Christ mort mais triomphant sur la croix, issue de l'iconographie religieuse gothique médiévale  occidentale (qui sera à son tour remplacé, par le Christus patiens, résigné à la mode byzantine de Giunta Pisano et ensuite, à la pré-Renaissance, par le Christus dolens des primitifs italiens).
Attributs du Christus triumphans montrant la posture d'un Christ vivant détaché des souffrances de la Croix :
- Tête relevée (quelquefois tournée vers le ciel), auréolée,
- yeux ouverts,
- corps droit,
- du sang peut s'écouler des plaies.
- les pieds ne sont pas superposés.

Scènes complémentaires des tabelloni
- Marie et Jean sont représentés en entier, pleurant, de chaque côté des flancs du Christ, sur fond d'or, en figure de douleur, surmontant les représentations de l'Arrestation du Christ  et des femmes pieuses au sépulcre.
- Les extrémités horizontales de la croix à fond bleu affichent chacune deux des quatre figures du Tétramorphe (les individus ailés représentant les évangélistes).
- En haut en cimaise, au-dessus du titulus à fond rouge à l'inscription de l'INRI, le Christ rédempteur bénissant entourée de deux anges avec son auréole en clipeus.
- En soppedaneo, au pied de la croix deux personnages à l'identification difficile (ruptures latérales  du tabellone).

Détails des panneaux latéraux.
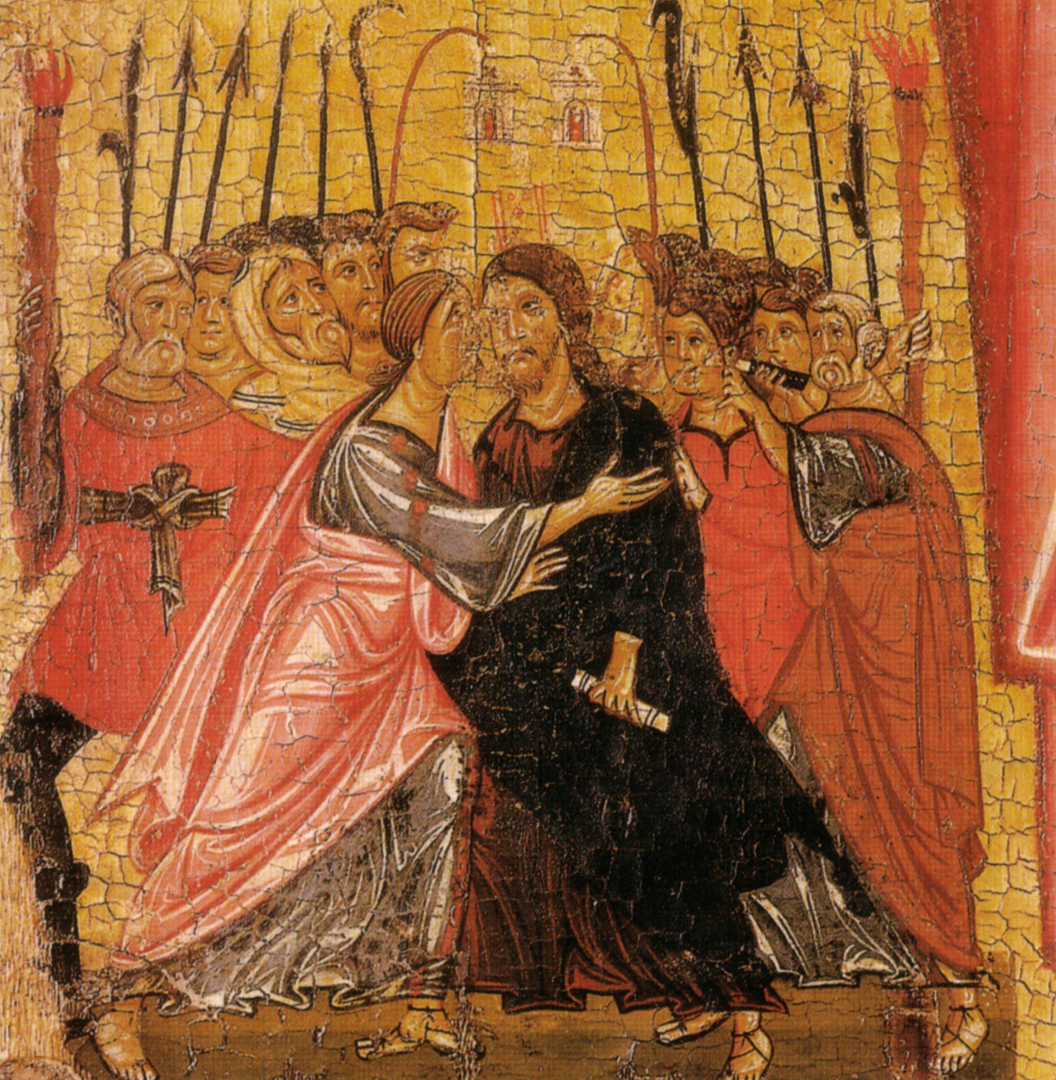
L'Arrestation du Christ.
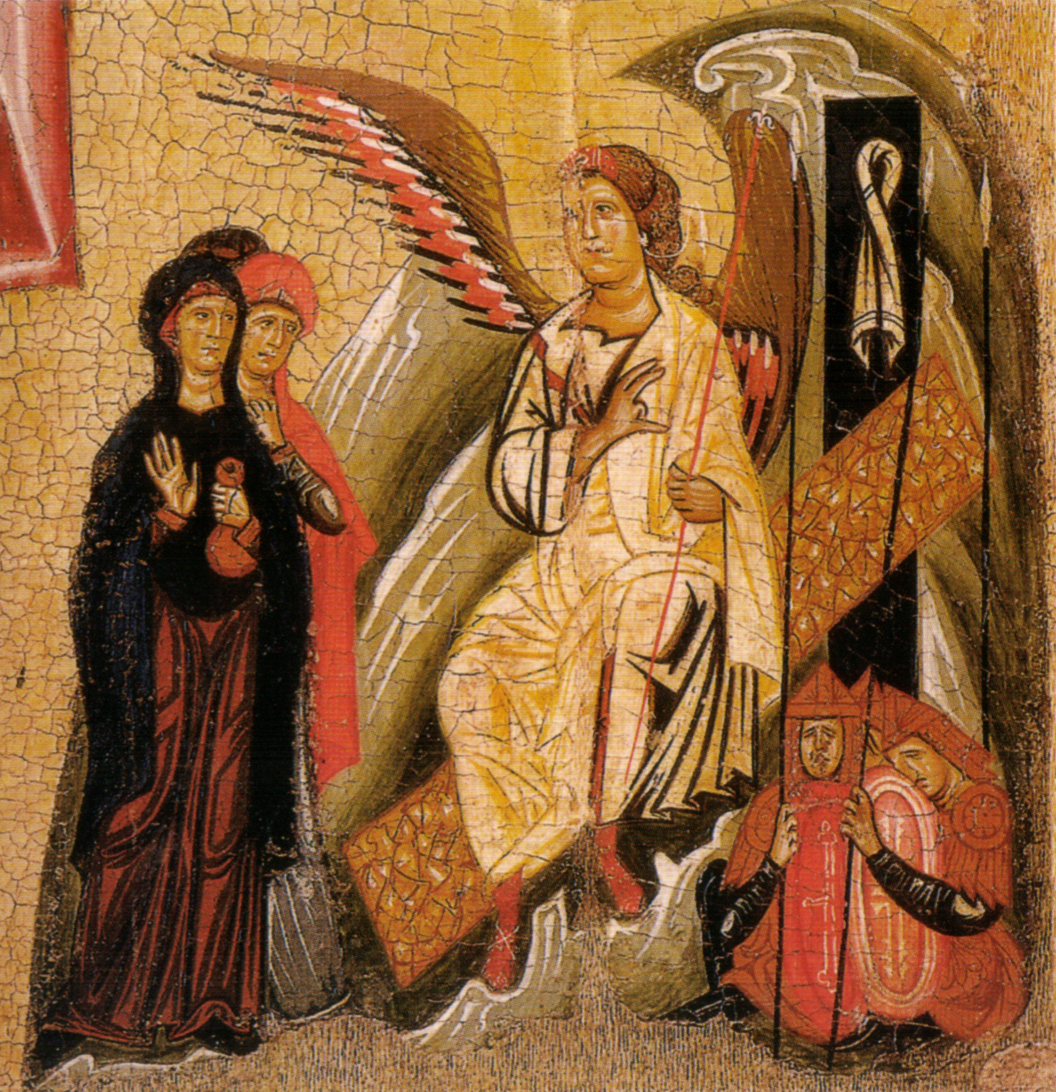
Les femmes pieuses au Sépulcre.